# 1370
1370 (MCCCLXX) a fost un an obișnuit al calendarului iulian, care a început într-o zi de joi.

## Evenimente
- 24 mai: Tratatul de la Stralsund. Document prin care războiul dintre Liga Hanseatică și Regatul Danemarcei se încheie.

### Nedatate
- 1370-1375: Vladislav I (Vlaicu) domnul Țării Românești, întemeiază prin râvna călugărului Nicodim, de neam macedo-român, Mănăstirea Vodița, primul monument cu plan triconc din Oltenia și țară. Biserica inițială a mănăstirii a fost probabil primul monument al arhitecturii sacrale românești ridicat pe plan triconc. Acest așa-numit tip Vodița I s-a păstrat doar prin fundamente. Vlaicu Vodă a ctitorit în 1370-1375 o nouă biserică, al cărei sistem de boltire este susținut de pilaștri aflați de o parte și de alta a absidelor laterale. Acest tip, numit Vodița II, este tot de plan triconc, dar bolta este îngustată de sistemul de susținere. Tipul Vodița II este întâlnit frecvent în arhitectura Țării Românești până în secolul al XVIII-lea.
- Este documentată prima breaslă a meșteșugarilor din Timișoara.
- Timur Lenk, cuceritor mongol, își termină cuceririle din Asia Centrală și Persia, întemeind Imperiul Timurid.

## Nașteri
- dată necunoscută: Jan Hus  (d. 1415)
- 18 februarie: Hedviga de Anjou  (d. 1399)
- dată necunoscută: Ioan al VII-lea Paleologul  (d. 1408)
- 28 aprilie: Isabeau de Bavaria  (d. 1435)
- dată necunoscută: Olaf al II-lea al Danemarcei  (d. 1387)
- 1 ianuarie: Wilhelm, Duce al Austriei duce al Austriei (1386–1406) (d. 1406)
- 22 iunie: Ioan de Görlitz prinț ceh, fiul împӑratului Carol al IV-lea (d. 1396)

## Decese
- 5 noiembrie: Cazimir al III-lea al Poloniei (n. 1310)

- Papa Urban al V-lea (n. William de Grimoard), (n. 1310)